# Anžela Doroganová
Anžela Dorogan (rusky Анжела Дороган) nebo Anjela Doroqan, (* 2. listopadu 1989 Kišiněv, Sovětský svaz) je moldavská zápasnice od roku 2010 reprezentující Ázerbájdžán. Zápasí od 7 let. V začátcích spolupracovala s trenéry Petru Bujuklim a Viktorem Pejkovem. Výkonnostní nárůst zaznamenala v roce 2015 s trenérem Simeonem Šterevem. V roce 2015 vyhrála zlatou medaili na Evropských hrách v zápase ve volném stylu.